# 할 애슈비
할 애슈비(Hal Ashby, 1929년 9월 2일 ~ 1988년 12월 27일)는 미국의 영화 감독, 영화 편집자이다.

## 작품 목록
- 랜드로드 (1970)
- 해롤드와 모드 (1971)
- 마지막 지령 (1973)
- 바람둥이 미용사 (1975)
- 바운드 포 글로리 (1976)
- 귀향 (1978)
- 찬스 (1979)
- 세컨핸드 하츠 (1981)
- 라스베가스의 도박사들 (1982)
- 레츠 스펜드 더 나이트 투게더 (1983)
- 솔로 트랜스 (1984, 콘서트 영화)
- 슬러거의 아내 (1985)
- 죽음의 백색 테러단 (1986)
- 제이크의 여행 (1988)